# Neoperla aestiva
Neoperla aestiva är en bäcksländeart som beskrevs av Tohru Uchida 1990. Neoperla aestiva ingår i släktet Neoperla och familjen jättebäcksländor. Inga underarter finns listade i Catalogue of Life.